# Kyllinga tibialis
Kyllinga tibialis är en halvgräsart som beskrevs av Pierre Antoine Poiteau och Carl Friedrich von Ledebour. Kyllinga tibialis ingår i släktet Kyllinga och familjen halvgräs. Inga underarter finns listade i Catalogue of Life.